# Pouteria chiricana
Pouteria chiricana là một loài thực vật thuộc họ Sapotaceae. Đây là loài đặc hữu của Panama.